# 애국계몽운동
애국계몽운동(愛國啓蒙運動, 영어: Patriotic Enlightenment Movement)은 대한제국 말기에 교육과 산업 등을 통해 국민의 실력을 키워 침범되어 빼앗김당한 권리를 되찾고 독립을 보전해 가고자한 사회 운동을 말한다.

## 해설

### 우리역사넷
일제에 의하여 정치적, 군사적으로 예속된 상태에서 전개되어 항일 투쟁의 성과면에서는 일정한 한계가 있었지만, 민족 독립 운동의 이념과 전략을 제시하고 장기적인 민족 독립 운동의 기반을 닦았다는 점에서 의의가 있다.

## 역사
자주 독립을 목표로 활동하던 독립협회가 이권 침탈을 노리는 국가들의 견제로 1898년 해산한다. 이에 외세의 이권 침탈이 거세졌고, 대한제국 사회에 위기 의식이 높아졌다. 자연히 이를 극복하기 위해 힘을 기르고 모아야 한다는 사회 운동으로 이어졌다. 지식인들과 전직 관리들이 정치, 교육, 언론, 종교, 경제 등 각 분야에서 국민들을 계몽하기 위해 힘썼다.
1904년 러일 전쟁이 발생하고 일본 제국은 전세가 유리해지자 한일의정서, 제1차 한일 협약를 강요하는 등 점차 대한제국에 대한 침략 야욕을 강화하고 있었다. 독립협회 이후 1904년 보안회가 첫 단체로 등장한다. 보안회는 일본이 교통, 통신 기관을 차지하고 황무지 개간권을 요구하는 상황에서 국민의 반대 여론을 일으키는 데 앞장섰다. 결국 일본은 황무지 개간권을 포기하게 된다. 하지만 보안회는 이후 친일 단체인 유신회의 방해를 받게되고 결국 해산한다.
이어서 1905년 이준, 양한묵, 윤효정 등이 정치적 계몽단체인 헌정연구회를 만든다. 민중을 계몽하고, 독립 정신을 고취시키고, 일진회에 대항하는 활동을 하였다. 그러나 그 해에 불평등 조약인 을사조약이 체결되고, 대한제국 국민의 정치 활동이 금지된다. 이에 헌정연구회의 중심 인물은 학술문화 단체를 표방하며 1906년 새로이 대한자강회를 조직한다. 자강회는 '자강운동'이라는 이름으로 계몽운동을 주도한다. 그러나 1907년 고종 양위 사건이 발생하자 반대 운동을 적극 폈고, 이런 이유로 통감부에 의해 1907년 8월 21일 강제로 해산당한다.
1907년 11월 10일 대한자강회를 계승한 대한협회를 조직하여 활동하였고, 1910년 한일 병합 조약이 체결되면서 해체한다. 그러나 더 많은 활동은 1907년 비밀 조직으로 만들어진 신민회에서 이루어졌다. 신민회는 대성학교와 오산학교를 만들고, 회사와 서점도 운영하였다. 또 대한매일신보를 발행하는 등 국민 계몽에 힘썼다.

## 같이 보기
- 한국의 독립운동